# Binalonan
Binalonan est une municipalité de la province de Pangasinan, aux Philippines.